# Jean Joseph Farre

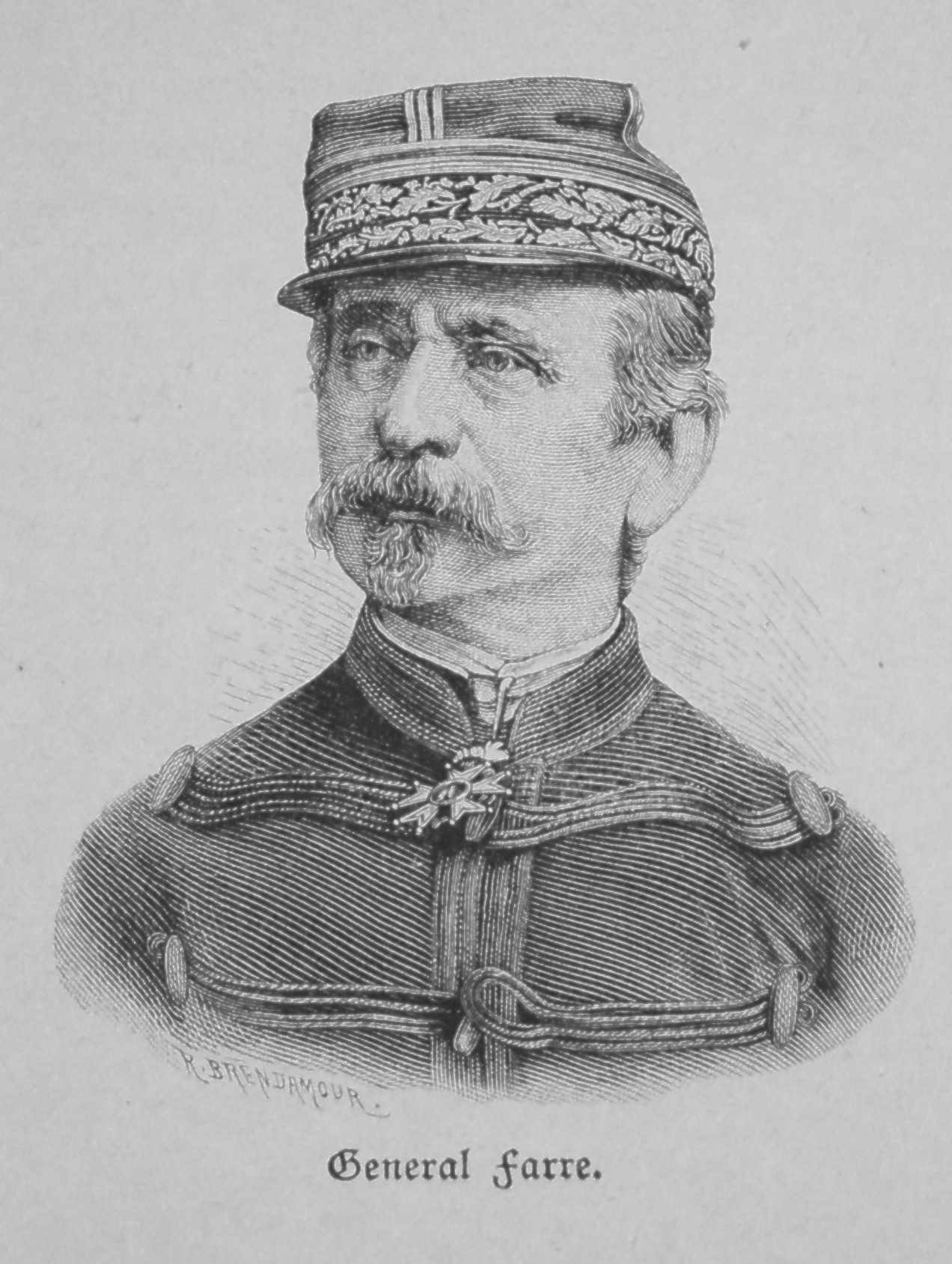
General Farre

Jean Joseph Frédéric Albert Farre (* 5. Mai 1816 in Valence, Département Drôme; † 24. März 1887 in Paris) war ein französischer General und Politiker.

## Leben
Farre trat nach dem erfolgreichen Studium an der École polytechnique als Offizier in die französische Armee ein. Er zeichnete sich bei den Expeditionen gegen die Kabylen aus und wurde 1859 Kommandant der Genietruppen (Pioniere) des Besatzungsheeres in Rom.
Bei Ausbruch des Deutsch-Französischen Krieges 1870 war Farre Direktor der Festungsanlagen bei Arras. Nach dem Sturz des Kaiserreiches vertraute ihm die Regierung der nationalen Verteidigung den Auftrag an, die Streitkräfte in den nördlichen Departements zu organisieren. Hierzu wurde er zum Brigadegeneral ernannt. Den Oberbefehl über diese Truppen erhielt General Bourbaki, Farre wurde zum Stabschef ernannt. Als Bourbaki am 19. November in das südliche Frankreich gerufen wurde, erhielt Farre den Oberbefehl über die aus drei schwachen Divisionen bestehende Nordarmee. Er bezog südlich der Somme zwischen Villers-Bretonneux und dem Wald von Hangard eine für sein Heer zu ausgedehnte Verteidigungsstellung, aus der ihn General Manteuffel in der Schlacht bei Amiens am 27. November vertrieb. Die französische Armee zog sich bis nach Arras zurück und trat am 3. Dezember unter den Befehl des General Faidherbe, bei dem Farre bis zum Kriegsende als Stabschef blieb.
1875 wurde er zum Divisionsgeneral ernannt und am 29. Dezember 1879 mit der Leitung des Kriegsministeriums betraut. In dieser Stellung entfernte er alle als Legitimisten oder Bonapartisten bekannten Offiziere aus den einflussreichen Positionen. Kein Glück hatte er mit der Neubesetzung der so frei gewordenen Stellungen, denn die neuen Kräfte erwiesen sich als unfähig, den Feldzug gegen Tunis erfolgreich zu gestalten. Farre trat am 13. November 1881 von seinem Amt zurück. Zwölf Tage später wurde er als Sénateur inamovible in den Senat berufen. Er wurde 1880 als Großoffizier der Ehrenlegion ausgezeichnet.